# Rudolph Minkowski
Rudolph Leo Bernhard Minkowski (* 28. Mai 1895 in Straßburg; † 4. Januar 1976 in Berkeley, Kalifornien) war ein deutsch-amerikanischer Astrophysiker. Er war ein Sohn des Pathologieprofessors Oskar Minkowski und ein Neffe von Hermann Minkowski.
Minkowski diente im Ersten Weltkrieg als Soldat und wurde an der Universität Breslau promoviert. Erst beschäftigte er sich mit Atomphysik und Optik. 1922 kam er ans Physikalische Staatslabor in Hamburg, wo er 1926 Privatdozent an der Universität wurde und 1930 Professor. In Hamburg wandte er sich der beobachtenden Astronomie zu, für die er sich schon seit Jugendzeiten interessierte. Wichtig war hier auch die Freundschaft mit Walter Baade in Hamburg, der ihm auch nach der Machtergreifung der Nationalsozialisten (Minkowski hatte jüdische Vorfahren und war mit einer Jüdin verheiratet, der Tochter eines Leipziger Richters Luise David) zur Emigration riet. Ab 1935 ging er auf Vermittlung von Baade ans Mount-Wilson-Observatorium in den USA, wo er bis zu seiner Pensionierung 1960 blieb. Danach forschte er aber weiter an der University of California, Berkeley.
Minkowski befasste sich insbesondere mit der Erfassung und Untersuchung planetarischer Nebel, mit Novae und Supernovae. Die Einteilung von Supernovae in die Typen I und II (zusammen mit Walter Baade) lieferte einen wesentlichen Beitrag für die astronomische Entfernungsbestimmung.
Er entwickelte auch Instrumente wie Schmidt Kameras für Spektrographen. Minkowski war Leiter des Sky Survey der National Geographic Society und des Palomar-Observatoriums in den 1950er Jahren (Fotografische Kartierung des Nord-Sternhimmels). Außerdem war er aktiv in der optischen Identifizierung der in den 1950er Jahren entdeckten starken Radioquellen am Himmel (in Zusammenarbeit mit Walter Baade), darunter Cygnus A.
1959 wurde Minkowski in die National Academy of Sciences gewählt. Er wurde 1961 mit der Bruce Medal ausgezeichnet.
2007 wurde der Asteroid (11770) Rudominkowski nach ihm benannt.
Nach Rudolph und Hermann Minkowski ist der Mondkrater Minkowski benannt.

## Entdeckungen
Rudolph Minkowski entdeckte eine Reihe von astronomischen Objekten. Die nachfolgende Liste ist nicht vollständig:
| Bezeichnung | Astronomisches Objekt                         |
| ----------- | --------------------------------------------- |
| M 1-12      | planetarischer Nebel im Sternbild Großer Hund |
| M 1-46      | planetarischer Nebel im Sternbild Schild      |
| M 1-59      | planetarischer Nebel im Sternbild Schild      |
| M 1-61      | planetarischer Nebel im Sternbild Schild      |
| M 1-65      | planetarischer Nebel im Sternbild Adler       |
| M 2-40      | planetarischer Nebel im Sternbild Schlange    |

## Publikationen
- Minkowski, R. (1939): The Spectra of the Supernovae in IC 4182 and in NGC 1003., ApJ 89, 156
- Minkowski, R. (1941): Spectra of Supernovae, PASP 53, 224–225